# Viorel Racoceanu
Viorel Racoceanu (n. 8 iunie 1962, Fîntîna Domnească, județul Mehedinți - d. 19 noiembrie 2006, București) a fost un politician român, membru al Parlamentului României în legislatura 2004-2008, ales pe listele PD. După decesul său, Viorel Raceanu a fost înlocuit de deputatul Valentin Samuel Boșneac. În cadrul activității sale parlamentare, Viorel Racoveanu a fost membru în grupurile parlamentare de prietenie cu Republica Macedonia, Republica Arabă Egipt și Regatul Suediei.